# ジキルとハイドと裁判員
『ジキルとハイドと裁判員』（ジキルとハイドとさいばんいん）は、原作・北原雅紀、作画・森田崇による日本の漫画。『ビッグコミックスペリオール』（小学館）にて2009年1号から2010年19号まで連載された。2009年より施行された裁判員制度を題材とした作品で、法律監修に弁護士の今井秀智が参加している。

## あらすじ
東京地方裁判所。裁判員制度が施行され、初めての審理が行われていた。事件自体は一見単純なものだったが、裁判官の辺見直留（ジキル）は、あまりに淡々としすぎている被告人の供述に違和感を持つ。そんな彼の前に、突然「ハイド」と名乗る異形の生物が現れる。ハイドの力によって「人の行動の記録」を知ることができるようになったジキルは、被告人が無実の罪で法廷に立っていることを知る。ジキルは被告人を救うため、裁判員たちを騙すことにする。

## 登場人物
辺見直留（ジキル）
東京地方裁判所に勤める判事補。トントン（後述）が憑いていない数十億人に一人という非常にまれな人間で、それゆえにハイドに憑衣される。仕事を丁寧にこなし、気が利く性格のため、上司達からは期待されている。しかしながら、彼自身は自分の行動や裁判制度全般に疑問を感じていた。判決を出すのが遅いために「赤のジキル」というあだ名がついていたが、トントンを駆使し始めたことで大幅に作業効率が上がった。自分の信じる正義のためならば手段を選ばない強引なところもある。また、ささやかな私欲のためにハイドを利用する人間臭い一面もある。薬師寺判事を尊敬していたが、ハイドを利用し始めてからは対立するようになる。数多くの裁判でトントンを利用し続けたため寿命は大幅に減っている。
ハイド
突如ジキルの左肩に憑衣した異形の生物。平常時はスマイリーフェイスに似ているが、真の姿は鎧を着た幽霊のような外見である。トントンの憑いていない人間に憑衣し、その人間の行動を記録するという仕事を持っている。時間をとめる能力を持ち、基本的には人間のことを見下したような態度を取るが、数学と梅干しには一定の評価をしている。
薬師寺大
ジキルの先輩である判事。人を安心させる話術と、鋭い洞察力の持ち主。キャリアの浅いジキルを下に見ることはなく、「裁判官が従うのは己の良心」と説いた。そのため、ジキルからは大いに尊敬されていたが、ジキルが裁判を意図的に誘導している事実に気づいてからは完全に袂を分かつ。それ以降、裁判におけるジキルの天敵となっている。
金丸正一
裁判長。煎れたての熱いお茶が好き。表向きは笑顔を絶やさない良識派だが、実際は権威主義の強い傲慢な人物。そのため、素人が意思決定を下す裁判員制度を苦々しく思っている。本来はジキルの軽蔑する存在だが、裁判を操作するジキルにとっては頼らざるを得ない存在でもある。
小嶋菜々子
書記官。名前が出たのは第五話だが、第一話から背景に登場している。ジキルと井出に好意を抱かれている。ジキルの試行錯誤の甲斐あってジキルと交際を始める。14年前に父親が冤罪で無期懲役の刑を下されるという辛い家庭環境に育つ。
井出
判事補。アフロヘアーが特徴的。小嶋の前でわざとジキルの悪口を言うなど、少々意地の悪いところがある。しかし、ジキルがハイドを使い始めてからは完全に置いてけぼりを食ってしまう。

## 設定・用語
トントン
ほとんどの人間に生まれながらに憑衣している、背後霊のような存在。その人の行動を記録するという役割を持つ。てるてる坊主のような外見。口述のみではなく、映像で自分の記録を見せることもできる。性格、顔には個体差がある。
グゥ
ハイドがジキルの寿命32日分と引き換えに作り出せる、飴玉のようなもの。トントンの大好物であり、これを与えることで情報を引き出せる。
ベルマ場
ハイドが「ベルマ」と唱えることによって発生する特殊な空間。ジキル、ハイド、トントン以外の時間が止まっている。この空間の中ではハイドは真の姿を現し、ジキルはトントンを見ることができるようになる。ベルマ場を保つにはハイドの気力がいる。

## 書誌情報
- 北原雅紀（原作）、森田崇（作画） 『ジキルとハイドと裁判員』 小学館〈ビッグコミックス〉、全5巻
  1. 2009年4月30日発売 ISBN 978-4-09-182484-4
  2. 2009年9月30日発売 ISBN 978-4-09-182623-7
  3. 2010年1月29日発売 ISBN 978-4-09-183005-0
  4. 2010年6月30日発売 ISBN 978-4-09-183208-5
  5. 2010年11月30日発売 ISBN 978-4-09-183522-2